# Červenec 2006
1. července – sobota
V Česku vstoupil v platnost Zákon o registrovaném partnerství osob stejného pohlaví.
 Čína zahájila provoz na nejvýše položené železniční trati světa, která spojí Tibet s čínským územím. Nově zprovozněná trať má délku 1 142 km, z nichž 960 km se pohybuje v nadmořské výšce nad 4 000 m n. m. Nejvyšší bod trati se nachází ve výšce 5 072 m n. m., celková délka trasy z Pekingu do Lhasy činí 4 561 kilometrů, cesta trvá přibližně 48 hodin. Pro cestující budou k dispozici kyslíkové masky a lékařský tým, ve vagonech bude uměle udržován normální atmosférický tlak, aby se předešlo výškové nemoci.
 NASA odložila start raketoplánu Discovery o 24 hodin vzhledem k nepříznivému počasí v blízkosti mysu Canaveral.
 V Tokiu zemřel ve věku 68 let bývalý japonský premiér Rjútaró Hašimoto (* 29. července 1937). Úřad ministerského předsedy zastával v letech 1996–1998.
2. července – neděle
 V Mexiku proběhly prezidentské volby, ve kterých se utkal Andres Manuel Lopez Obrador, starosta Mexico City z levicově zaměřené Demokratické revoluční strany (PRD), a Felip Calderon, poradce odstupujícího prezidenta Vicenta Foxe z konzervativní Strany národní akce (PAN). Kvůli velmi těsnému rozdílu bylo vyhlášení výsledků zatím odloženo.
3. července – pondělí
 Ve španělské Valencii zahynulo při vykolejení dvou vozů metra na trase 1 mezi zastávkami Jesus a Plaza de Espana asi 34 osob a přes 150 lidí již bylo evakuováno. Jedná se o největší nehodu ve španělských metrech za celou dobu jejich existence. Do Španělska má za několik dní přijet papež Benedikt XVI., zatím ale žádné skutečnosti nenasvědčují tomu, že by neštěstí bylo důsledkem teroristického útoku.
4. července – úterý
Po dvakrát odloženém startu vzlétl dnes bez problémů raketoplán Discovery z mysu Canaveral k letu STS-121.
5. července – středa
 I přes varování mnoha zemí světa provedla Severní Korea během noci a před den několik testů raketových střel.
6. července – čtvrtek
Americký raketoplán Discovery se bez problémů spojil s Mezinárodní kosmickou stanicí (ISS). Raketoplán dopravil na stanici zásoby pro posádku a třetího kosmonauta Němce Reitera.
7. července – pátek
 Izraelské letectvo opětovně bombardovalo palestinské pásmo Gazy a tyto útoky si vyžádaly jednu oběť. Čtvrteční boje mezi izraelskými vojáky a ozbrojenými příslušníky hnutí Hamás znamenaly tragickou bilanci 25 mrtvých Palestinců a jednoho mrtvého Izraelce.
 Polský premiér Kazimierz Marcinkiewicz oznámil vedení PiS, že má v úmyslu podat demisi. Politický výbor PiS na místo premiéra jednomyslně nominuje Jarosława Kaczyńského, bratra-dvojče prezidenta Lecha Kaczyńského.
 V britském Cambridge zemřel zakladatel skupiny Pink Floyd Syd Barrett (* 6. ledna 1946). Příčinou úmrtí byly zdravotní komplikace související s cukrovkou.
8. července – sobota
 Papež Benedikt XVI. zahájil návštěvu Španělska.
9. července – neděle
 V ruském Irkutsku při přistání havarovalo letadlo Airbus A310. Více než 130 lidí zahynulo.
10. července – pondělí
 Ruské ozbrojené složky oznámily zabití čečenského vůdce polního velitele Šamila Basajeva, kterého považují za hlavního strůjce teroristického útoku na školu v Beslanu v roce 2004. Při jejím osvobozování zahynulo více než 300 lidí, převážně dětí.
11. července – úterý
 Nejméně 174 osob zahynulo a 450 bylo zraněno při sérii teroristických bombových útoků v indickém městě Bombaj.
12. července – středa
 Poté, co Hizballáh ostřeloval město Šlomi na severu Izraele a unesl dva izraelské vojáky, zahájil Izrael mobilizaci rezervistů. Izraelské letouny bombardovaly pozice Hizballáhu v jižním Libanonu a izraelské pozemní jednotky vstoupily na libanonské území.
13. července – čtvrtek
 Prezident Václav Klaus vyhlásil termín voleb do obecních zastupitelstev a třetiny senátorů na 20. a 21. října.
 V mladoboleslavské automobilce Škoda sjel z výrobní linky desetimiliontý vůz, Škoda Octavia Combi.
 Hizballáh vypálil ve večerních hodinách několik raket na izraelské město Haifa jako odvetu za ofenzivu izraelské armády na území Libanonu a jeho námořní blokádu.
Podle informací Eurostatu má 18 z 25 zemích EU stanovenou výši minimální mzdy, která se pohybuje od 129 eur v Lotyšsku až do 1503 eur v Lucembursku. Česko se nachází na 12. místě s 261 eury (7570 Kč).
 Opoziční běloruský politik Aljaksandar Kazulin, který kandidoval proti Alexandru Lukašenkovi v prezidentských volbách byl odsouzen na 5,5 roku vězení za organizaci demonstrací proti znovuzvolení Lukašenka.
14. července – pátek
 Pokračuje izraelská vojenská ofenziva proti hnutí Hizballáh v Libanonu. Během útoků pozemních sil i náletů izraeelských letadel zahynulo již nejméně 60 Libanonců, velitel libanonského Hizballáhu šajch Hasan Nasralláh však nebyl zraněn. Čeští občané pracující v Libanonu byli Ministerstvem zahraničí ČR vyzváni k opuštění země a ČSA přerušily dočasně lety do Bejrútu.
17. července – pondělí
V 15:14 SELČ přesně podle plánu přistál raketoplán Discovery v Kennedyho vesmírném středisku na mysu Canaveral na Floridě. Během mise STS-121 u ISS astronauti třikrát vystoupili do volného prostoru a otestovali možnosti opravy tepelného štítu na oběžné dráze.
 Zemětřesení o síle 7,7 stupně Richterovy škály zasáhlo oblast indonéského ostrova Jáva. Epicentrum se nacházelo asi 240 km jihozápadně od pobřeží. Zemětřesení vyvolalo vznik vlny tsunami vysoké asi 2 metry, která zničila řadu budov na jihozápadním pobřeží ostrova. Dosud bylo oznámeno 525 obětí, tento počet však není konečný.
 Konflikt mezi Izraelem a Libanonem se stále nedaří utlumit. Izraelské letecké a dělostřelecké útoky zabily již nejméně 130 Libanonců, naopak rakety hnutí Hizballáh několikrát zasáhly izraelské město Haifa, kde je hlášeno minimálně 8 obětí na životech. Do Prahy byli již dopravení první občané ČR, kteří se rozhodli místo konfliktu opustit.
19. července – středa
 Prakticky celou Evropu zasáhla vlna mimořádně vysokých veder. Lesní požáry jsou hlášeny ze Slovenska, Chorvatska, Estonska, Španělska a Portugalska, stoupají počty obětí především mezi staršími obyvateli.
 Bombardování libanonského území izraelskou armádou bylo rozšířeno i o útoky pozemních sil. Francouzský prezident Jacques Chirac vyzval k vytvoření humanitárních koridorů, které by sloužily k bezpečnému odchodu cizinců ze země a přislíbil zaslání humanitární pomoci. Útoky si již vyžádaly na 300 zabitých osob v Libanonu, především civilistů, a vyhnaly z domovů statisíce obyvatel.
21. července – pátek
 Itálie neočekávaně otevřela svůj trh práce občanům nových zemí Evropské unie. Stala se sedmnáctou zemí Unie, která odstranila překážky volného pohybu pracovních sil.
22. července – sobota
 Kolem 17:30 vypukl rozsáhlý požár pod Kavčí skálou u Jetřichovic v Národním parku České Švýcarsko, který zasáhl přes 10 ha lesa.
23. července – neděle
 Zdravotní stav Ariela Šarona se náhle zhoršil. Jeho život však nebyl ohrožen.
24. července – pondělí
 Osmnáctiletá Miss Portoriko Zuleyka Rivera Mendoza zvítězila v Los Angeles ve finále 55. ročníku Miss Universe.
25. července – úterý
 Provozovatel elektrických sítí v ČR ČEPS vyhlásil ve dvě hodiny odpoledne stav nouze kvůli výpadkům v síti. Odvolal ho ve 23:00. Problémy způsobilo přetížení sítě a také nahromaděné výpadky v některých místech republiky. Velké podniky musely omezit odběr elektřiny. Domácností se omezení nedotkla.
26. července – středa
 Ve věku 86 let zemřel spisovatel a historik Vojtěch Zamarovský (* 5. října 1919). Trpěl Parkinsonovou nemocí a poslední dva měsíce života byl v kómatu.
27. července – čtvrtek
 Ruská raketa Dněpr havarovala krátce po startu z kosmodromu Bajkonur pro poruchu motorů. Na palubě nesla 18 minisatelitů vyrobených v Rusku, Itálii a USA.
28. července – pátek
 Pokračující konflikt na jihu Libanonu si vyžádal i 4 oběti na životech z řad vojenských pozorovatelů OSN, jejichž stanoviště zasáhla izraelská palba. Celkově dosáhl počet obětí na libanonské straně kolem 600 osob, vesměs civilního obyvatelstva. Naopak hnutí Hizballáh má na svědomí 51 lidských životů a to jak izraelských vojáků, tak civilistů, kteří zahynuli při raketových útocích na izraelské území.
 Páté kolo voleb předsedy Parlamentu skončilo opět neúspěchem, když jediný kandidát – Jan Kasal (KDU-ČSL) získal v obou kolech pouze 100 hlasů koaličních poslanců. Poslanci ČSSD a KSČM se zdrželi hlasování.
29. července – sobota
 Katastrofální sucha již postihla více než 80 % území Francie. Postižen byl zejména jihozápad a jihovýchod, středozápadní kraj Poitou a pařížská oblast.
 Pokračující povolební pat přiměl více než dva tisíce lidí, aby podepsaly internetovou petici za změnu volebního zákona.
30. července – neděle
 Při izraelském náletu na libanonské město Kana zahynulo 54 lidí, z toho 34 dětí. Kvůli útoku, který vyvolal bouřlivé demonstrace a byl odsouzen většinou zemí světa, se mimořádně sešla Rada bezpečnosti OSN.
31. července – pondělí
 Kubánský prezident Fidel Castro převedl své pravomoci na svého bratra Raúla a pověřil ho dočasným řízením země po dobu své operace.
 Prezident Demokratické republiky Svatý Tomáš a Princův ostrov Fradique de Menezes byl zvolen do druhého funkčního období.